# Charles Smith (ur. 1975)
Charles Cornelius Smith (ur. 22 sierpnia 1975 w Fort Worth, w stanie Teksas) – amerykański koszykarz, grający na pozycji rzucającego obrońcy.
W college'u występował w drużynie koszykówki Lobos uniwersytetu New Mexico. W 1997 został wybrany w drafcie przez Miami Heat. W NBA Występował kolejno w następujących klubach: Miami Heat, Los Angeles Clippers, San Antonio Spurs, Portland Trail Blazers, Denver Nuggets.
W barwach Realu Madryt zdobył Puchar ULEB w sezonie 2006/2007. Został uznany za najbardziej wartościowego gracza (MVP) finału. W tym samym sezonie zdobył również mistrzostwo Hiszpanii. W sezonie 2008/2009 zdobył puchar oraz mistrzostwo Turcji (z Efesem Pilsen) zostając MVP finału. W sezonie 2004/2005 w barwach Scavolini Pesaro został najlepiej punktującym zawodnikiem Euroligi, za co otrzymał nagrodę imienia Alphonso Forda.

## Osiągnięcia
NCAA
- Uczestnik rozgrywek:
  - II rundy turnieju NCAA (1996, 1997)
  - turnieju NCAA (1994, 1996, 1997)
- Mistrz:
  - turnieju konferencji Western Athletic (WAC – 1996)
  - sezonu regularnego Western Athletic (1994)
- Zaliczony do I składu WAC (1996, 1997)

Drużynowe
- Mistrz:
  - Hiszpanii (2007)[1]
  - Turcji (2009)[1]
- Zwycięzca Eurocup (2007)[1]
- Zdobywca Pucharu:
  - Turcji (2009)[1]
  - Prezydenta Turcji (2009)[1]

Indywidualne
- MVP:
  - finałów Eurocup (2007)
  - Pucharu Turcji (2009)[1]
- Laureat nagrody:
  - Alphonso Ford Trophy - dla najlepszego strzelca Euroligi (2005)[1]
  - CBA Newcomer of the Year (2000)[1]
- Wybrany do:
  - II składu:
    - Euroligi (2005)[1]
    - CBA (2000)[1]
- Lider strzelców Euroligi (2005)[1]
- Uczestnik włoskiego All-Star Game (2001)[1]